# Calozenillia
Calozenillia – rodzaj muchówek z rodziny rączycowatych (Tachinidae).

## Wybrane gatunki
- C. auronigra Townsend, 1927[1]
- C. tamara (Portschinsky, 1884)[1]